# Debre Berhan
Debre Berhan este un oraș în partea de centru a Etiopiei, în statul Amhara.